# Satolas-et-Bonce
 Satolas-et-Bonce  es una población y comuna francesa, en la región de Ródano-Alpes, departamento de Isère, en el distrito de La Tour-du-Pin y cantón de La Verpillière.

## Demografía
| 669 | 718 | 760 | 880 | 1365 | 1651 |
| Para los censos de 1962 a 1999 la población legal corresponde a la población sin duplicidades (Fuente: INSEE [Consultar]) |     |     |     |      |      |